# ドリームボート・アニー
| 専門評論家によるレビュー      | 専門評論家によるレビュー |
| レビュー・スコア              | レビュー・スコア         |
| 出典                          | 評価                     |
| ----------------------------- | ------------------------ |
| AllMusic                      | [ 6 ]                    |
| Rolling Stone                 | Favorable                |
| The Rolling Stone Album Guide | [ 8 ]                    |

『ドリームボート・アニー』（Dreamboat Annie）は、アメリカのロックバンド、ハートのデビュー作となるスタジオアルバム。当時、バンドはブリティッシュ・コロンビア州バンクーバーを拠点としており、本作はバンクーバーで録音され、最初は地元のレコードレーベルであるマッシュルーム・レコードから1975年9月にリリースされ、最終的に『RPM』のトップアルバムチャートの20位に到達し、ダブルプラチナの認定を受けた。アメリカ合衆国ではロサンゼルスのマッシュルームの米国子会社から1976年2月14日にリリースされ、Billboard 200で最高7位を獲得した。1977年前半にはオランダとオーストラリアでもトップ10入りを果たした。このアルバムには商業的な成功を納めたシングルカットされた3曲が収録されており、そのうちの「クレイジー・オン・ユー」と「マジック・マン」は北米のFMラジオの定番となった。プロデューサーのマイク・フリッカーがバンドが楽曲を仕上げ、レーベルとの契約を結ぶ手助けをした。

## リリース
ハートの1枚目のシングル「ハウ・ディープ・イット・ゴーズ」（"How Deep It Goes"、B面 "Here Song"）は、1975年前半に小規模なマッシュルーム・レーベルからカナダで発売されると多少は注目を集めた。2枚目のシングル「マジック・マン」（"Magic Man"、B面「ハウ・ディープ・イット・ゴーズ」）は、バンドがツアーで小さなクラブで演奏していた時に、モントリオールのラジオ局CJFM-FM 96で初めて取り上げられた。
「夢見るアニー」は、「マジック・マン」の成功を受けて1975年9月にカナダで発売された。アルバムのジャケットはエミリー・カー美術大学のコミュニケーション・デザイン講師のデボラ・シャックルトンがデザインした。ラジオ放送でのハートの最初の成功によって、1975年10月のロッド・スチュアートのモントリールでのコンサートでオープニングアクトをつとめることになり、その地域での売り上げとエアプレイが増加し、その後徐々に国内の他の地域でも増加したが、これはハートの音源がカナダ製コンテンツであると認められたため、カナダのラジオ局がカナディアン・コンテンツ規制をクリアする助けになったことも一因だった。アルバムは、最初の数ヶ月でカナダ全土で3万枚という素晴らしい売り上げを示し、最終的に20万枚を売り上げてダブルプラチナの認定を受けた。売り上げが徐々に伸びたので、アルバムがカナダのアルバムチャートに登場したのは1976年9月4日であり、10月9日に最高順位の20位に達した 。
カナダ国外では、『ドリームボート・アニー』はオランダで7位、オーストラリアで9位に達し、イギリスでも36位となった。これらの国々では「マジック・マン」がファーストシングルとしてリリースされ、「クレイジー・オン・ユー」が続いた。

## その後の出来事
アルバムの成功は、間接的にだがバンドとレーベルの決裂を招いた。最初の亀裂は、バンドがプラチナアルバムをリリースしたバンドに見合うように印税率見直しの交渉を試みた時に現れた。当時のアン・ウィルソンの恋人だったマイク・フィッシャーは「事実上」のマネージャーの座を退き、新たにケン・キニアーが雇われた。この交渉でのマッシュルームの強硬な姿勢と、バンドはおそらく一発屋だろうと言う見解に合意できず、マイク・フリッカーはレーベルを去った。しかしながら、フリッカーはハートのプロデュースを継続した。
両者の関係は、レーベルがローリング・ストーン誌にナショナル・エンクワイラー紙の表紙を模した全面広告を載せたことで崩壊した。この広告には、『ドリームボート・アニー』のジャケットのように、肩を露出したアンとナンシーが背中合わせになっている写真が使われ、写真に添えられたキャプションは "It Was Only Our First Time!" と言うものだった。バンドはなんの相談も受けておらず、二重に意味がとれるキャプションに激怒した。
もはやレーベルが契約通りにフリッカーにプロデュースさせることができなくなったため、バンドは他のレーベルに移籍する自由を手にし、ポートレイト・レコードと契約した。マッシュルームはバンドが未だにアルバム2枚という契約に縛られていると主張し、未完成のトラックやスタジオアウトテイク、ライブ音源を集めてジャケットい但し書きをつけて『マガジン』をリリースした。
バンドは1977年版の『マガジン』の連邦差止請求権を得て、最初の5万プレスのほとんどが店頭から回収された。法廷は最終的にバンドがポートレイトと契約できるが、マッシュルームからセカンドアルバムをリリースする義務があるとの決定を下した。バンドはスタジオに戻り、再録音、再ミキシング、編集および曲順の並べ替えをおこない、『マガジン』は1978年に再発売されて1ヶ月のうちに100万枚を売り上げた。
"First Time" の広告のプロモーターでありレコードレーベルの副社長でもあったシェリー・シーゲルは再発売から数か月後に亡くなり、マッシュルーム・レコードは2年後に倒産した。この出来事は少なくとももう1つの反響を呼んだ。広告が世に出て間もなく、ラジオのプロモーターがアンに恋人について尋ねた。彼はナンシーのことを言っており、姉妹が近親相姦的なレズビアンの恋人であることをほのめかしていた。この出来事に激怒したアンはホテルに戻り、ハートの代表曲の一つとなる「バラクーダ」の歌詞を書いた。

## 収録曲
| 全作詞・作曲: 特記あるものを除きアン・ウィルソンとナンシー・ウィルソン。 |                                                                               |                                                             |                                                             |      |
| #                                                                        | タイトル                                                                      | 作詞                                                        | 作曲・編曲                                                  | 時間 |
| 1.                                                                       | 「マジック・マン」(Magic Man)                                                 | 特記あるものを除き アン・ウィルソン と ナンシー・ウィルソン | 特記あるものを除き アン・ウィルソン と ナンシー・ウィルソン | 5:28 |
| 2.                                                                       | 「夢見るアニー（ファンタジー・チャイルド）」(Dreamboat Annie (Fantasy Child)) | 特記あるものを除き アン・ウィルソン と ナンシー・ウィルソン | 特記あるものを除き アン・ウィルソン と ナンシー・ウィルソン | 1:10 |
| 3.                                                                       | 「クレイジー・オン・ユー」(Crazy on You)                                      | 特記あるものを除き アン・ウィルソン と ナンシー・ウィルソン | 特記あるものを除き アン・ウィルソン と ナンシー・ウィルソン | 4:53 |
| 4.                                                                       | 「ソウル・オブ・ザ・シー」(Soul of the Sea)                                   | 特記あるものを除き アン・ウィルソン と ナンシー・ウィルソン | 特記あるものを除き アン・ウィルソン と ナンシー・ウィルソン | 6:33 |
| 5.                                                                       | 「夢見るアニー」(Dreamboat Annie)                                             | 特記あるものを除き アン・ウィルソン と ナンシー・ウィルソン | 特記あるものを除き アン・ウィルソン と ナンシー・ウィルソン | 2:02 |

| #   | タイトル                                                                     | 作詞・作曲                                                                          | 時間 |
| --- | ---------------------------------------------------------------------------- | ----------------------------------------------------------------------------------- | ---- |
| 6.  | 「ホワイト・ライトニング・アンド・ワイン」(White Lightning & Wine)           |                                                                                     | 3:53 |
| 7.  | 「ラヴ・ミー・ライク・ミュージック」((Love Me Like Music) I'll Be Your Song) |                                                                                     | 3:20 |
| 8.  | 「シング・チャイルド」(Sing Child)                                           | アン・ウィルソン ナンシー・ウィルソン スティーヴ・フォッセン ロジャー・フィッシャー | 4:55 |
| 9.  | 「ハウ・イット・ゴーズ」(How Deep It Goes)                                   | アン・ウィルソン                                                                    | 3:49 |
| 10. | 「夢見るアニー（リプライズ）」(Dreamboat Annie (Reprise))                    |                                                                                     | 3:50 |

## パーソネル
『ドリームボート・アニー』のライナーノーツから転載

### ハート
- アン・ウィルソン – リードボーカル（全曲）、フルート（3, 8, 10）、バックボーカル（3, 7–9）、アコースティックギター（9）
- ナンシー・ウィルソン – エレキギター（1, 6）、アコースティックギター（1, 3, 5–7, 9, 10）、バックボーカル（3, 5–10）、12弦アコースティックギター、６弦アコースティックギター（4）
- ロジャー・フィシャー – エレキギター（1, 3, 4, 6–9）、アコースティックギター（1）、ラップ・スティール（英語版）（7）
- ハワード・リース – エレキギター（1, 3）、シンセサイザー（1）、管弦編曲（4, 7, 9, 10）、ベル（5）、オーケストラ・ベル（7）、バックボーカル（8）
- スティーヴ・フォッセン – ベース（1, 3–8, 10）
- マイク・デロージャー – ドラムス（6, 8）
- ハート – 編曲

### その他のミュージシャン
- デイヴ・ウィルソン – ドラムス（1）
- レイ・エイヨット – コンガ（1）、パーカッション（4）
- マイク・フリッカー – パーカッション（1）、ティンパニー（10）、編曲
- キャット・ヘンドリクス – ドラムス（3–5, 7, 10）
- ロブ・ディーンズ – シンセサイザー （3, 9）、管弦編曲（4, 7, 9, 10）、ピアノ（9, 10）
- ジェフ・フーバート – バックボーカル（3, 5, 7, 10）、バンジョー（5）
- テッシー・ベンスッセン – バックボーカル（3, 5, 10）
- ジム・ヒル – バックボーカル（3, 5, 10）
- ブライアン・ニューコム – ベース（9）
- デュリス・マクスウェル – ドラムス（9）

### 技術
- マイク・フリッカー – プロデュース、エンジニアリング
- マイク・フィッシャー – 特別ディレクション
- ハワード・リース – プロデュース補助
- ロルフ・ヘンネマン – エンジニアリング
- パトリック・コリンズ – マスタリング

### 美術
- トビー・ランキン – 撮影
- ジム・リマー – 署名レタリング
- キャプテン・ペイスト＝アップ – レイアウト

## チャート成績
| チャート（1976年–1977年）                                 | 最高 順位 |
| --------------------------------------------------------- | --------- |
| オーストラリア アルバム（ケント・ミュージック・レポート） | 9         |
| カナダ (RPM)                                              | 20        |
| オランダ (MegaCharts)                                     | 7         |
| 日本 アルバム（オリコン）                                 | 67        |
| UK アルバムズ (OCC)                                       | 36        |
| US Billboard 200                                          | 7         |

| チャート（1976年） | 順位 |
| ------------------ | ---- |
| US Billboard 200   | 49   |

| チャート（1977年）                 | 順位 |
| ---------------------------------- | ---- |
| オランダ アルバム（Album Top 100） | 27   |

## 認定
| 国/地域                    | 認定        | 認定/売上数 |
| -------------------------- | ----------- | ----------- |
| オーストラリア (ARIA)      | ゴールド    | 0^          |
| カナダ (Music Canada)      | 2× プラチナ | 0^          |
| アメリカ合衆国 (RIAA)      | プラチナ    | 0^          |
| ^ 認定のみに基づく出荷枚数 |             |             |

### 書誌情報
- Wilson, Ann; Wilson, Nancy; Cross, Charles R. (2012). Kicking & Dreaming: A Story of Heart, Soul, and Rock and Roll. New York: It Books. ISBN 978-0-0621-0167-9